# Funkturm Berlin
Funkturm Berlin je označení pro bývalý vysílač, který se nachází v německé metropoli Berlíně, v místní části Charlottenburg-Wilmersdorf, v blízkosti kongresového centra. V současné době již svému původnímu účelu neslouží, je z něho rozhledna a také je na něm umístěna restaurace. Stavba vznikla v 20. letech 20. století a je chráněna jako kulturní památka. Je vysoká 150 m.

## Historie
Věž byla vystavěna v letech 1924 až 1926 podle návrhu architekta Heinricha Straumera. Stavební náklady byly odhadnuty na 180 tisíc tehdejších německých marek; finální cena za stavbu dosáhla 203 tisíc. Původně byla plánována jako pouhý vysílač, nicméně v průběhu projektu byla upravena tak, aby k ní byla přidáno i patro s restaurací ve výšce 52 m a vyhlídkové podlaží ve výšce 125 m. Zprovozněna byla dne 3. září 1926 při příležitosti třetího ročníků výstavy zaměřené na využití rozhlasu (německy Große Deutsche Funkausstellung). Pro tuto výstavu byla rovněž i vybudována.
V roce 1935 věž postihl požár. Téhož roku bylo odsud také zahájeno první pravidelné televizní vysílání televizní stanice Fernsehsender Paul Nipkow. Pro televizní vysílání se věž používala až do roku 1962, kdy bylo odtud zastaveno vysílání západoněmeckých televizních stanic a význam věže pro rozhlasové vysílání v následujících letech klesal, protože v Berlíně byly postaveny nové modernější vysílací věže. 
V roce 1945 byla poničena během bojů o Berlín jen mírně; jedna ze čtyř podpůrných konstrukcí byla zasažena bombou. Vyhořela rovněž i restaurace na věži. Ještě v témže roce byla věž opravena. 
Pro účely rozhlasu a dalších podobných služeb sloužila věž až do roku 1973, poté byla zcela vyřazena z užívání. Následně začala sloužit alespoň pro policejní vysílání, mobilní signál nebo amatérské rádio. Rekonstruována byla v roce 1987 v rámci oslav 750. výročí od založení města Berlína. Původní televizní vysílač byl z věže snesen v roce 1989. 